# جورجوبوتاموس
 جورجوبوتاموس  هي قرية وبلدية سابقة في فثيوتيس، اليونان. ومنذ إصلاح الحكومة المحلية في عام 2011، أصبحت جزءًا من بلدية لاميا، وهي وحدة بلدية. تبلغ مساحة الوحدة البلدية 157.300 كيلومتر مربع. تقع على بعد 8 كم جنوب غرب لاميا و34 كم شمال أمفيسا. كان مقر البلدية في موسكوشوري. سميت على اسم نهر جورجوبوتاموس الذي يتدفق عبر الوحدة البلدية (يعني اسمه باللغة اليونانية "النهر المتدفق"). تقع جبال أويتي، وهي حديقة وطنية، إلى الجنوب الغربي. يقع الجزء الشمالي الشرقي من الوحدة البلدية في وادي سبيرشيوس الواسع والمسطح. تحد الوحدة البلدية جورجوبوتاموس لاميا من الشمال وفوسيس من الجنوب الغربي.  

## التعداد السكاني
| السنة | عدد سكان القرى | عدد سكان المجتمع | عدد سكان الوحدة البلدية |
| ----- | -------------- | ---------------- | ----------------------- |
| 1981  | 332            | -                | -                       |
| 1991  | 429            | -                | 4,401                   |
| 2001  | 443            | 472              | 4,510                   |
| 2011  | 420            | 453              | 3,374                   |
| 2021  | -              | 380              | 2,810                   |

## التاريخ
وضع جسر جورجوبوتاموس، الذي بُني عام 1905، قرية جورجوبوتاموس على الخريطة للغرض الاستراتيجي الذي لعبه الجسر خلال الحرب العالمية الثانية. كان المهندس الذي صمم وبنى جسر جورجوبوتاموس سيئ السمعة في الأصل هو أغوستينو تاكوني، الذي أصبح لاحقًا تاكونيس الذي هاجر من باليرمو بإيطاليا إلى اليونان لتزويد اليونان بمهاراته الهندسية. في ذلك الوقت، كانت اليونان تجند من دول أخرى لسد نقص كبير في المهارات. اشتهر اسم جورجوبوتاموس خلال الحرب العالمية الثانية، عندما اتبع 150 من الثوار اليونانيين الخطط التي رسمها إي سي دبليو "إيدي" مايرز وبمساعدة مجموعة من ضباط العمليات الخاصة البريطانية، والتي تضمنت سي إم.

```
في 25 نوفمبر 1942، فجرت القوات الألمانية بقيادة الجنرال جوزيف وودهاوس جسر السكة الحديدية فوق نهر جورجوبوتاموس كجزء من عملية هارلينج وقطعت الطريق الذي يسيطر عليه العدو بين سالونيك وأثينا. أدى الانفجار إلى تدمير اثنين من الأرصفة الستة للجسر. وفي عمل انتقامي، أعدمت قوات الاحتلال الألمانية 16 من السكان المحليين اليونانيين. وقد تم تصنيف المنطقة المحيطة بالجسر كنصب تذكاري وطني. 
[
7
]
```

بعد الحرب العالمية الثانية والحرب الأهلية اليونانية، أعيد بناء جسر جورجوبوتاموس جزئيًا، وتم استبدال الأرصفة التالفة بأعمدة فولاذية.

## المواصلات
يتم تقديم الخدمة للمجتمع من خلال محطة سكة حديد جورجوبوتاموس، مع الخدمات الإقليمية إلى ليانوكلادي وأثينا.